# Артюх Лідія Федорівна
Артюх Лідія Федорівна — українська етнографиня з Інституту мистецтвознавства, фольклористики та етнології НАН України. Дослідниця культури, традицій та соціальних практик. Кандидатка історичних наук.
Вона є фахівчинею в галузі етнології та культурної антропології, активно займається вивченням народних звичаїв, обрядів та культурних традицій різних регіонів України.

## Наукова діяльність
Лідія Артюх розпочала свою наукову діяльність у відділі етнографії АН УРСР наприкінці 60-х років, де активно працювала над матеріальними пам'ятками та створенням Музею народної архітектури й побуту. Вона брала участь у численних експедиціях по Україні, де досліджувала народні традиції, побут та матеріальну культуру. Однією з основних тем її досліджень стала народна кулінарія, де вона розробила запитальники для збору матеріалів і вивчала традиційні страви та кулінарні практики. Лідія Артюх також значно доповнила тему народного харчування, акцентуючи на системі приготування їжі, обмеженнях і застільному етикеті. Її наукові дослідження сприяли розвитку етнографії та збереженню культурної спадщини України.

## Праці
Традиційна українська кухня в народному календарі
Звичаї українців у народному календарі
Українська народна кулінарія
Чому українці постують
Страви на Масляну